# Michael McKenzie
Michael Bruce McKenzie (3 de julio de 1967) es un deportista australiano que compitió en natación. Ganó cinco medallas en el Campeonato Pan-Pacífico de Natación entre los años 1985 y 1989.

## Palmarés internacional
| Campeonato Pan-Pacífico | Campeonato Pan-Pacífico | Campeonato Pan-Pacífico | Campeonato Pan-Pacífico |
| Año                     | Lugar                   | Medalla                 | Prueba                  |
| ----------------------- | ----------------------- | ----------------------- | ----------------------- |
| 1985                    | Tokio (Japón)           | Medalla de oro          | 1500 m libre            |
| 1985                    | Tokio (Japón)           | Medalla de bronce       | 400 m libre             |
| 1987                    | Brisbane (Australia)    | Medalla de oro          | 1500 m libre            |
| 1989                    | Tokio (Japón)           | Medalla de oro          | 800 m libre             |
| 1989                    | Tokio (Japón)           | Medalla de bronce       | 1500 m libre            |